# Ursula Haubner
Ursula Haubner (Bad Goisern, 22 de dezembro de 1945) é uma política austríaca da Aliança para o Futuro da Áustria (BZÖ).
De 2005 até 2007, Ursula Haubner foi ministra no Gabinete Schüssel II. De 4 de julho de 2004 até 5 de abril de 2005 ela foi líder do Partido da Liberdade da Áustria.
Ursula Haubner é a irmã de Jörg Haider.